# Abdulrahman Suleiman
Abdulrahman Suleiman (né le 10 janvier 1984) est un athlète qatarien, spécialiste des courses de demi-fond. Il est le frère cadet de Mohamed Suleiman.

## Biographie
Vice-champion du monde junior du 1 500 mètres en 2002, il remporte la médaille d'or du 1 500 m lors des championnats d'Asie 2002, à Colombo, et se classe deuxième du 800 mètres en 2005.

### Palmarès
| Date | Compétition                   | Lieu     | Résultat | Épreuve | Performance   |
| ---- | ----------------------------- | -------- | -------- | ------- | ------------- |
| 2001 | Championnats du monde cadets  | Debrecen | 3e       | 1 500 m | 3 min 42 s 03 |
| 2002 | Championnats du monde juniors | Kingston | 2e       | 1 500 m | 3 min 41 s 72 |
| 2002 | Championnats d'Asie           | Colombo  | 1er      | 1 500 m | 3 min 45 s 98 |
| 2005 | Championnats d'Asie           | Incheon  | 2e       | 800 m   | 1 min 44 s 73 |

### Records
| Épreuve | Performance   | Lieu    | Date             |
| ------- | ------------- | ------- | ---------------- |
| 800 m   | 1 min 44 s 73 | Incheon | 4 septembre 2005 |
| 1 500 m | 3 min 37 s 21 | Doha    | 4 mai 2006       |